# Episinus teresopolis
Episinus teresopolis là một loài nhện trong họ Theridiidae.
Loài này thuộc chi Episinus. Episinus teresopolis được Herbert Walter Levi miêu tả năm 1964.